# Frenchcore
A frenchcore a hardcore techno egyik alműfaja. A stílus különbözik a hardcore egyéb formáitól a gyorsabb, általában 190-250 BPM feletti tempó és a hangos és torz, szokatlan basszusvonal tekintetében.
Az 1990-es években dobgépeket és mintavevőket használtak ennek a stílusnak a készítéséhez.
Ahogyan a technológia fejlődött, digitális audio munkaállomásokat használtak (pl: Abelton és Cubase) a készítéséhez, és ez lett a standard. A modern frenchcore-t gyakran adják elő élő zenei előadókkal és mintavétellel DJ-szett mellett.

### Eredete és története
A 90-es évek eleji francia rave-szcénából származik, az old school gabber hatása alatt, pattogós hangulatot kelt a basszusdob, amelyet a 909 kick befolyásol, de szintetizátorokkal készült.
A frenchcore szélesebb körben ismertté vált 1998-ban, amikor megjelent a Micropoint első albuma, a Neurophonie, az első frenchcore-album a történelemben. Manapság a frenchcore-szcéna Európa-szerte terjeszkedik olyan előadókkal, mint a Radium, The Speed Freak, The Sickest Squad, Sirio, Androgyn Network, Dcybl, X-Fly, Randy, Frazzbass és még sokan mások.
A 2000-es évek második felében a kezdetben indusztriális hurkokra, ütőhangszerekre, vokálkarakterekre és ritmikus effektekre építő műfaj alternatív dallami és pszichedelikus stílust kezdett kifejlődni, a brit hardcore és trance zene hatására. Ez az irányzat, amellyel kezdetben olyan előadók kísérleteztek, mint a The Speed Freak, a Hunterwolf és a Roms, más irányt vett, mint a DJ Radium által úttörő klasszikus frenchcore hangzás.
A 2010-es években a frenchcore újbóli feltalálása, az új művészek megjelenése és a holland hatás erősödése volt, ahogy a műfaj egyre népszerűbbé vált Hollandiában. 2011-ben a "Frenchcore S'il Vous Plait" első kiadására Culemborgban került sor; A Thunderdome, a világ legnagyobb hardcore fesztiváljának 2012-es kiadása egy kizárólag a frenchcore-nak szentelt területet tartalmazott. 2014-ben a Defqon.1, a világ legnagyobb hardstyle fesztiválja első ízben bővítette frenchcore színpadát.
A Peacock Records kiadásai elmélyítették a műfaj elmozdulását egy még harmonikusabb és modernebb hangzás felé, amelyet fiatalabb producerek hoztak létre. 2016-ban a modern frenchcore népszerűsége először Európán túlra is kiterjedt, amikor Dr. Peacock turnézott az Egyesült Államokban New Yorkban, Denverben, Phoenixben és Pittsburgh-ben. Dr. Peacock ugyanebben az évben Sydneyben, Ausztráliában is fellépett.

#### A közelmúltban létrejött pár frenchcore alműfaj
1. Mainstream frenchcore, ez manapság ez a legnépszerűbb és legkeresettebb típus.
2. Oldschool frenchcore a 90-es évekből, ami nagyon másként hangzik a mai népszerű stílushoz képest. Ingler (más néven Laurent Hô) az egyik legismertebb név.
3. Manapság underground frenchcore. Az egyik művész példa a Middle M. Ez alapvetően az oldschool frenchcore-ból folytatódik. A basszusdob nem pattogó, mivel a frenchcore (a globális hardcore szcéna) és a tribecore (a szabad party szcéna) kommerszebb formáiban, és a hangzások indusztriálisabb és sötétebbek. Az Underground Tribecore, a HardTek és a "Mental Tribe" is nagyon hasonló ehhez, bár nem mindig olyan gyors.

#### Frenchcore a közelmúltban
A zeneipar jelentős veszteségeket szenvedett el 2020-ban a Covid19-világjárvány miatt, aminek következtében számos esemény virtuálisan megtörtént. Dr. Peacock élő zenészekkel lépett fel az Austerlitz piramisban a Defqon.1 virtuális kiadásának részeként, Sefa pedig hőlégballonban lépett fel a Mysteryland virtuális kiadásának részeként. Azon a nyáron a Masters of Hardcore új, euforikus francia kiadót indított a Re-Style-lal együttműködve, a Rapture Records-szal. 2020 őszén a Q-dance kiadta első filmjét, a Qlimax: The Source című filmet, amelyben a Sefa által készített francia rész szerepel. 
A film december 22-én került fel a Netflixre. 2021-ben a Dr. Peacock & Sefa számos élő zenésszel lépett fel a De Vrijheid holland vitorláson, az IJsselmeeren a Defqon.1 at Home részeként. Néhány nappal később egy 30 perces francia szettet játszottak a SLAM! holland nemzeti rádióállomáson. A nyár végén a Sefa frenchcore szetteket adott elő többszöri Unmute Us tüntetésen Amszterdamban, tiltakozásul amiatt, hogy a holland kormány bánik a szórakoztató szektorral a folyamatban lévő Covid19-válság idején. A tüntetések Amszterdam utcáit 70 000 tüntetővel töltötték meg. A szeptemberi, leideni tiltakozás alkalmával a frenchcore és uptempo rendezvényeket szervező BKJN Events francia és uptempo zenék teljes felállását szervezett a tiltakozáson.

### Stílius és előadások
A frenchcore-t elsősorban a gyors tempója és a szokatlan torzított basszusvonal jellemzi.
A frenchcore-t, mint az elektronikus tánczene legtöbb formáját, kezdetben csak 4/4-ben gyártották.
A stílus a közelmúltban úgy fejlődött, hogy magában foglalja a különböző időjelzéseket, mint például a 3/4 és 5/8, valamint a klasszikus zene által befolyásolt fejlettebb kompozíciókat.
A 2010-es évek közepe óta a számok harmonikusabbá váltak a hangmagasságú kick & bass használatával, akárcsak a hardstyle vagy a mainstream hardcore.
A frenchcore számok általában vagy egy dallamot tartalmaznak harmonikusan a kick & bass kíséretében, vagy a kick & bass önmagában, ritmusközpontú formában.
A tempót tekintve a frenchcore-t általában körülbelül 200 ütem/perc sebességgel hajtják végre variációkkal. Mivel a frenchcore számok különböző tempóban készülnek, és az előadóknak számolniuk kell az idősávjukkal és a különböző típusú eseményekkel, a frenchcore készleten belüli tempók 180 BPM-től egészen 220-ig vagy még többig változhatnak, és az előadók néha rémülettel vagy rémülettel fejezik be fellépésüket.
Mivel az uptempo hardcore hasonló BPM-tartományba esik, a francia előadók időnként uptempo számokat kevernek a szettjeikbe. A két műfaj művészei gyakran egymás mellett lépnek fel a színpadon, keverve a két műfajt egy díszletben.